# East Riffa Club
East Riffa Sports and Cultural Club (ar. نادي الرفاع الشرقي) – bahrajński klub piłkarski grający w pierwszej lidze bahrajńskiej, mający siedzibę w mieście Ar-Rifa.

## Historia
Klub został założony w 1958 roku. W swojej historii klub jeden raz został mistrzem Bahrajnu w sezonie 1993/1994. Zdobył również trzy Puchar Króla Bahrajnu w latach 1999, 2000 i 2014 oraz jeden Superpuchar Bahrajnu w 2014.

## Sukcesy
- I liga:

mistrzostwo (1): 1993/1994
- Puchar Króla Bahrajnu:

zwycięstwo (3): 1999, 2000, 2014
- Superpuchar Bahrajnu:

zwycięstwo (1): 2014

## Stadion
Domowe mecze klub rozgrywa na stadionie o nazwie Malab al-Bahrajn al-watani, położonym w mieście Ar-Rifa. Stadion może pomieścić 35580 widzów.